# Paul Breton
Pour les articles homonymes, voir Breton (homonymie).
Paul Breton, né le 30 septembre 1806 à Grenoble (Isère) et mort le 6 juin 1878 à Pont-de-Claix, est un homme politique français.
Fabricant de papier, il est député de l'Isère de 1871 à 1878, siégeant au groupe de la Gauche républicaine. Il fut l'un des 363 qui refusent la confiance au gouvernement de Broglie, le 16 mai 1877.
Chevalier de la Légion d'Honneur (1863) en sa qualité de Directeur de la Papeterie de Claix (Isère).

## Iconographie
- Aimé Charles Irvoy, Buste de Paul Breton, 1879, plâtre. Coll. Musée de Grenoble (MG IS 83-43).

## Sources
- « Paul Breton », dans Adolphe Robert et Gaston Cougny, Dictionnaire des parlementaires français, Edgar Bourloton, 1889-1891 [détail de l’édition]

- Ressources relatives à la vie publique :   - base Léonore
  - Base Sycomore